# سونی اریکسون اکس‌پریا پلی
سونی اریکسون ایکس‌پریا پلی (به انگلیسی: Sony Ericsson Xperia Play)، یک‌نمونه از گوشی‌های تلفن همراه سری ایکس‌پریا (به انگلیسی: XPERIA) شرکت سونی اریکسون می‌باشد که توسط همین شرکت به بازار عرضه شده‌است.